# Chomyna
Chomyna (ukr. Хомина) – wieś na Ukrainie w rejonie lwowskim (wcześniej w rejonie przemyślańskim) obwodu lwowskiego.